# Salamina (otok)
Salamina ili Salamis (starogrčki i katharevousa: Σαλαμίς, novogrčki: Σαλαμίνα), jedan je od Saronskih otoka u Egejskom moru u središnjoj Grčkoj. Smješten je u Saronskom zaljevu. Sjeverno je Eleuzijski zaljev. Otok nazivaju i Koulouri prema zemljopisnom obliku sličnom perecu. 
Salamina je jedno od najgušće naseljenih i najrazvijenijih otoka u Grčkoj zahvaljujući činjenici da je jako blizu Atene (20-ak km od središta grada) i jedino njeno predgrađe koje nije na kopnu.

## Podrijetlo naziva
Naziv "Salamina" vjerojatno je izveden od feničanske riječi "salam" (u prijevodu: mir), kako se spominje u Homerovim spisima. Drugi mogući izvor riječi je ime nimfe Salamis. Ime Koulouri (Kuluri) je prema zemljopisnom obliku sličnom perecu, što je i arvanitsko ime za grad Salaminu.

## Naselja
Najveće naselje na otoku je grad Salamina na dnu Salaminskog zaljeva. Drugo po važnosti naselje i velika luka je na istočnoj strani, Ampelukija (7060 st.), znano kao Stara Salamina. Od većih naselja tu je Selínia (2346 st). Na otoku je 2011. živjelo 39.283 stanovnika. Na popisu 2001. ovdje su većinu činili Arvaniti, albanska etnička skupina.

## Lokalna uprava
Pripada grčkoj grčkoj periferijskoj jedinici Atičkim otocima (Περιφερειακή Ενότητα Νήσων Αττικής), dio grčke periferije Atike.
Otok se bio sastojao od dviju otočkih općina do reforme lokalne vlasti 2011. kad su ujedinjene u jednu općinu sa sjedištem u gradiću Salamini.
Salamina danas održava pobratimstvo s ciparskom Famagustom.
Salaminu danas čine dva općinska okruga, što odgovara općinama do 2010. godine te četiri gradska okruga, koji odgovaraju četirima općinama na otoku koje su postojale do 1997. godine. Broj stanovnika je prema rezultatima popisa 2011.
- općinski okrug Ambelakia – Δημοτική Ενότητα Αμπελακίων – 7.507
  - gradski okrug Ambelakia – Δημοτική Κοινότητα Αμπελακίων – 4.998
    - Ambelakia – Αμπελάκια – 4.710
    - Kynosoura – Κυνοσούρα – 152
    - Spithari – Σπιθάρι – 136

  - gradski okrug Selinia – Δημοτική Κοινότητα Σεληνίων – 2.509
    - Atanandi – Αταλάντη (nenaseljeni otok)
    - Selinia – Σελήνια – 2.509
- općinski okrug Salamis – Δημοτική Ενότητα Σαλαμίνας – 31.776
  - gradski okrug Eandio – Δημοτική Κοινότητα Αιαντείου – 5.888
    - Dimitrani – Δημήτρανι – 96
    - Eandio – Αιάντειο – 4.860
    - Kanakia – Κανάκια – 206
    - otok Kanakia – Ν. Κανάκια (nenaseljeni otok)
    - Kolones – Κολώνες – 153
    - Maroudi – Μαρούδι – 141
    - otok Pera – Ν. Πέρα (nenaseljeni otok)
    - Perani – Πέρανι (τ. το Περάνι) – 226
    - Peristeria – Περιστέρια – 206
    - otok Peristeria – Ν. Περιστέρια (nenaseljeni otok)
    - Trinisa – Trimesa – Τρίνησα – Τρίμεσα (nenaseljeni otoci)

  - gradski okrug Salamis – Δημοτική Κοινότητα Σαλαμίνος – 25.888 Einwohner
    - Salamis (Σαλαμίνα), s gradskim četvrtima:
      - Alonia
      - Agios Minas
      - Agios Dimitrios
      - Agios Nikolaos
      - Boskos
      - Nea Salamina
      - Tsami
      - Vourkari

    - Agios Georgios – Άγιος Γεώργιος (nenaseljeni otok)
    - Arpidoni – Αρπιδόνι (nenaseljeni otok)
    - Batsi – Μπατσί – 235
    - Elliniko – Ελληνικό – 58
    - Leros – Λέρος (nenaseljeni otok)
    - Makronisos – Μακρόνησος (nenaseljeni otok)
    - Megalo Kyra – Μεγάλη Κυρά (nenaseljeni otok)
    - Mikri Kyra – Μικρή Κυρά (nenaseljeni otok)
    - Moni Kimiseos Theotokou Faneromenis – Μονή Κοιμήσεως Θεοτόκου Φανερωμένης – 27
    - Revythousa – Ρεβυθούσα (nenaseljeni otok)
    - Steno – Στενό – 198

## Prirodni uvjeti
Salamina je najsjevernije i kopnu najbliži od svih Saronskih otoka (svega 2 km od Pireja). Nalazi se u Saronskom zaljevu, veoma važnom za Grčku, jer se tu nalaze Atena i Pirej. Otok je nepravilnog oblika polumjeseca i razvedene obale s velikim zaljevom na zapadnoj strani. Otok nije pretjeran brdovit, pa je pitom i oduvijek naseljen.
Klima na Salamini je sredozemna. I zelenilo je specifično za ovu klimu. Na jugu otoka pružaju se šume alepskog bora.

## Povijest
Salaminu su vjerojatno još u prapovijesti naselili ljudi s obližnje Egine, a kasnije je potpala pod vlast antičke Atene Atine u vrijeme Solona. 480. pr. Kr. dogodio se najvažniji događaj vezan za ovaj otok - Bitka kod Salamine između Grka i Perzijanaca, završena u korist prvih. Kasnije značaj Salamine opada.
Novi procvat Salamine događa se stvaranjem suvremene Grčke 1830. g. i proglašavanjem obližnje Atene za novu prijestolnicu. Uskoro Salamina postaje sjedište grčke mornarice s poznatom pomorskom akademijom. Ovo je pridonijelo napretku otoka, ali je uzrokovalo i veliko bombardiranje Salamine u Drugom svjetskom ratu, točnije 23. travnja 1941. Poslije rata tijekom vojne diktature 1960-ih i 1970-ih dopušteno je parceliranje zemljišnih čestica, širenjem Atene otok prvo postaje mjesto masovne nepropisne gradnje vikendica, a kasnije i stalnih kuća doseljenika. Najviše su pogođena sjeverna i istočna obala. Ovo je u novije vrijeme stvorilo brojne teškoće, posebno zagađenje morske vode zbog industrijalizacije i plaža na ovoj strani otoka.
Danas je na Salamini glavni stožer grčke ratne mornarice (Ελληνικό Πολεμικό Ναυτικό, Elliniko Polemiko Naftiko).

## Promet
S kopnom (Atikom) je povezan brodskom vezom preko Paloukije. Druga veza s kopnom (Megarida) je preko Megarskog tjesnaca.

## Vanjske poveznice
- http://www.salamina.gr/